# Raimond Burgman
Raimond Burgman (* 12. Mai 1964 in Soest, Niederlande) ist ein niederländischer Karambolagespieler in der Disziplin Dreiband. Er war dreifacher Europameister der Junioren.

## Karriere
1981 begann Burgmanns Karriere auf internationalem Parkett mit einer Silbermedaille bei der Junioren-Europameisterschaft in der Freien Partie, bereits im folgenden Jahr folgte seine erste Goldmedaille, 1983 die Zweite. 1985 hatte er die Disziplin gewechselt und wurde Jugend-Europameister im Cadre 47/2. Seit 1986 spielt Burgmann in der Herrenklasse und konnte dort bei der Europameisterschaft der Freien Partie in Lyon die Silbermedaille erringen. 1988 spielte er bei internationalen Turnieren erstmals Dreiband. Bei der Triathlon-Europameisterschaft in Bad Mondorf gewann er die Bronzemedaille. 1997 in Grubbenvorst kam er auf den zweiten Platz nach einer Niederlage im Finale gegen Torbjörn Blomdahl. Mit Dick Jaspers gewann er die Triathlon-Weltmeisterschaft für Nationalmannschaften 1998 und 1999. 2000 und 2008 erreichten beide den zweiten Platz, Bronze erspielten sie 2006, 2007 und 2010.
Im Dreiband gewann Burgmann 1997 bei der Einzel-Weltmeisterschaft seine bisher einzige Medaille (Silber). 2011 gewann er mit Jaspers die Bronzemedaille bei der Team-WM in Viersen. Im Jahr 2012 wurde er in Istanbul Zweiter bei der Dreiband-Europameisterschaft hinter dem Griechen Filipos Kasidokostas.

## Erfolge
- Dreiband-Weltmeisterschaft:  2997
- Dreiband-Weltmeisterschaft für Nationalmannschaften:  2011
- Dreiband-Europameisterschaft:  2012
- Dreiband-Europameisterschaft für Nationalmannschaften:  2013, 2015  2010
- Freie-Partie-Europameisterschaft:  1986
- Triathlon-Europameisterschaft:  1988
- Dreiband-Weltcup:  2005
- Dreiband Grand Prix:  1992/9, 1994/4, 1997/1  1995/1, 1996/5, 1997/3  1991/7, 1993/4, 1996/1, 1997/2
- Crystal Kelly Turnier:  2007
- Masters Holland:  2009, 2010, 2012
- Freie-Partie-Europameisterschaft der Junioren:  1982, 1983  1981
- Cadre-47/2-Europameisterschaft der Junioren:  1985
- Niederländische Dreiband-Meisterschaft (Einzel):  1997, 2003, 2016  1992, 1995, 2010, 2011, 2012, 2015  1998, 2001, 2004, 2005, 2017, 2018
- Niederländische Dreiband-Meisterschaft für Teams:  2010
- Weihnachtsturnier:  2011
- Holländischer Grand Prix (Dreiband):  2012, 2016  2005, 2016  2012, 2014
- Holländisches Pokalfinale:  2011

Quellen: